# Pannónia (település)
Pannónia (szerbül Панонија / Panonija) település Szerbiában, a Vajdaság Észak-bácskai körzetében. Közigazgatásilag Topolyához tartozik.

## Fekvése
Bajsa délkeleti szomszédjában fekvő település.

## Demográfiai változások
| 1948 | 1953 | 1961 | 1971 | 1981 | 1991 | 2002 |
| ---- | ---- | ---- | ---- | ---- | ---- | ---- |
| 954  | 902  | 893  | 955  | 877  | 970  | 798  |

## Etnikai összetétel
| Nemzetiség       | Szám | %     |
| ---------------- | ---- | ----- |
| Szerbek          | 462  | 57,89 |
| Magyarok         | 147  | 18,42 |
| Montenegróiak    | 48   | 6,01  |
| Jugoszlávok      | 39   | 4,88  |
| Horvátok         | 20   | 2,50  |
| Muzulmánok       | 10   | 1,25  |
| Szlovének        | 9    | 1,12  |
| Szlovákok        | 6    | 0,75  |
| Ukránok          | 4    | 0,50  |
| Ruszinok         | 2    | 0,25  |
| Albánok          | 2    | 0,25  |
| Oroszok          | 1    | 0,12  |
| Macedónok        | 1    | 0,12  |
| Bunjevácok       | 1    | 0,12  |
| Egyéb/Ismeretlen |      |       |